# Haematopota chvalai
Haematopota chvalai är en tvåvingeart som beskrevs av Stone och Philip 1974. Haematopota chvalai ingår i släktet Haematopota och familjen bromsar. Inga underarter finns listade i Catalogue of Life.